# Luana Mansilla
Luana Mansilla (Merlo, 3 de julio de 2007), también conocida como Lulú Mansilla, es una actriz argentina. Al nacer se le asignó el género masculino, pero antes de cumplir dos años comenzó a manifestar que se autopercibía mujer y a exigir ser tratada como tal. Su madre, Gabriela Mansilla, escribió el libro Yo nena, yo princesa, sobre la vida de su hija y la lucha de ambas por lograr el reconocimiento y aceptación legal y social como una niña transgénero. En 2013, cuando tenía 5 años, con la venía de sus padres, logró que la presidenta Cristina Fernández de Kirchner dejara sin efecto la decisión judicial que le había negado un documento de identidad femenino, para proceder a emitir un nuevo documento, reconociendo su identidad autopercibida, cumpliendo con la Ley de Identidad de Género sancionada un año antes. De este modo se convirtió en la primera niña trans del mundo en ser reconocida por el Estado con la identidad de género acorde a la percibida sin sentencia judicial que lo ordenara.

## Biografía
Luana Mansilla nació en Merlo, Provincia de Buenos Aires, en julio de 2007, junto a su hermano mellizo. A ambos se le asignó el género masculino y fueron nombrados como tales: Manuel y Elías. Durante los dos primeros años fueron criados como varones, según las costumbres en materia de vestimenta, colores, juegos y tratamiento. Antes de cumplir dos años, Manuel comenzó a mostrar disconformidad con ser tratado como varón. A los 20 meses le transmitió esa percepción a sus padres, con la frase «yo nena, yo princesa». Por entonces se sintió muy identificada con la película «La bella y la bestia» y comienza a jugar asumiendo el rol de «la bella», pidiendo para eso la ropa de su madre. Esa conducta se fue consolidando con el paso de los años.
El hecho produjo estrés y desorientación entre su padres y familiares. Cuando comenzó a ir al jardín de infantes, el choque se intensificó debido a la postura de la institución de forzar a Manuel a comportarse como un varón. Sus padres consultaron a una psicóloga que, en la misma línea de la escuela, sostuvo que Manuel debía aceptar que era varón, recomendando que los padres debían ser muy rigurosos en los límites, no permitiéndole de ningún modo adoptar actitudes femeninas.
Unos años después, su tía materna vio un documental del National Geographic transmitido por televisión, en el que un profesional hablaba de las personas transgénero. Gabriela y el resto de su familia adoptan desde entonces una actitud contenedora y comprensiva frente a la identidad femenina que asumía la niña, en tanto su padre, presionado por un sentimiento de homofobia se resistía a aceptarlo. Manuel adoptó el nombre de Luana y exigió ser nombrada así y tratada como mujer. Por su parte, el jardín de infantes decidió no aceptar más ambos niños en la institución, que fueron aceptados en una escuela pública, reconociendo la identidad trans de Luana.
La madre tomó contacto con una psicóloga de la Comunidad Homosexual Argentina (CHA), Valeria Paván, quien guio a la familia y a la niña en la transición, y contó la experiencia en el libro Niñez trans: experiencia de reconocimiento y derecho a la identidad. En 2012 el Congreso Nacional sancionó la Ley de Identidad de Género, habilitando la tramitación de documentos en los que se reconozca el género autopercibido por las personas. Pese a ello, la justicia rechazó el pedido de Luana -quien en ese momento contaba con cinco años- y sus padres de emitir un nuevo documento de identidad, argumentando que era muy chica y debía esperar hasta los ocho años.
La madre recurrió entonces a la entonces presidenta Cristina Fernández de Kirchner quien dejó sin efecto la decisión judicial de negarle el documento femenino, para proceder a emitir un nuevo documento con fecha 9 de octubre de 2013, reconociendo su identidad autopercibida, cumpliendo con la ley sancionada el año anterior. De este modo Luana Mansilla se convirtió en la primera niña trans del mundo en ser reconocida por el Estado con la identidad de género acorde a la percibida sin sentencia judicial que lo ordenara.
En 2020 Luana Mansilla ingresó al secundario registrando buenas calificaciones en sus dos primeros años y una red de amistades fuera del ámbito escolar.
En 2021 se estrenó la película Yo nena, yo princesa, contando su vida desde su nacimiento hasta que logra obtener el documento de identidad según su género autopercibido. El papel de Luana lo interpreta la actriz Isabella G. C., quien también es la primera niña trans que actúa. La película contiene una escena (minuto 01:38:00 y ss) en la que la actriz que hace de Luana niña se cae patinando y es ayudada a levantarse por la verdadera Luana, ya adolescente.
En 2022 debutó como actriz en la miniserie Nube.
Ese mismo año cumplió 15 años al igual que su hermano mellizo, decidiendo festejarlo en la discoteca Amérika, lugar emblemático de la comunidad LGBTTIQ+. A la fiesta concurrieron familiares, amistades, docentes de su escuela e integrantes de la comunidad LGBTTIQ+, que celebró el hecho de que una mujer trans pudiera festejar sin discriminaciones sociales la tradicional fiesta de quince. También estuvo presente Luana, la niña de la que fue compañera en el jardín de infantes de la que tomó el nombre. La artista Susy Shock, madrina de la vida de Luana, leyó un texto que dice entre otras cosas:

Si bien la mayoría sabe de la tenaz historia de 'Lulú', es imposible pensarla a ella sin Elías (su hermano). Fue el primero que entendió y abrazó lo que Luana necesitaba y quería para sí... Ese niño hizo antes que nadie algo que finalmente no es tan difícil, ni necesita tanta ciencia, que es poner el corazón para reconocernos... (Sobre Luana dijo que) Ese hilo magenta que la une con tantas que cambiaron este país, que hoy no están y merecerían estar en esta fiesta, porque son las que pelearon desde sus cuerpos y sus pasiones para que quienes vengan pisen un suelo mejor con menos violencia y con más oportunidades... Somos una generación que nunca pensamos que lo que soñamos lo íbamos a vivir y eso sucedió. Hoy tenemos infancias y juventudes trans que nos depositan nuevos desafíos. No tiene que pasar nada de lo que pasamos nosotras. Tienen que tener derecho a la alegría: es una revancha.